# Peter Bonetti
Peter Phillip Bonetti (Londres, 27 de setembro de 1941 – 12 de abril de 2020) foi um futebolista inglês de ascendência italiana que atuava como goleiro.

## Carreira
Dedicou a maior parte de sua carreira no Chelsea, incluindo bons e maus momentos do clube - assim como conquistou alguns dos poucos títulos do clube em décadas pré-Roman Abramovich, como a prestigiada FA Cup em 1970 e, no ano seguinte, a Recopa Europeia da UEFA (segundo torneio interclubes europeu em importância), jogou também quando em passagens da equipe pela segunda divisão. Isto incluiu um título da second division em 1976–77, quando voltou aos Blues após um ano no futebol estadunidense, onde jogou pelo St. Louis Stars.

## Seleção
Bonetti atuou pela Seleção Inglesa na segunda metade da década de 1960, jogando apenas sete partidas, uma vez que Gordon Banks era o titular absoluto da posição na época. Foi como reserva dele nas Copas do Mundo de 1966 (em que a Inglaterra, anfitriã, conquistou seu único título no torneio) e 1970.
Seu único jogo em mundiais ocorreria nas quartas-de-final da Copa de 1970, justamente porque Banks não tinha condições de jogar por ter sofrido de uma violenta diarreia na véspera da partida. A partida era contra a Alemanha Ocidental, sedenta por uma revanche - havia sido derrotada por 2 x 4 pelo English Team na final de 1966 com um gol discutível. Os ingleses começaram vencendo por 2 x 0.
Para o azar de Bonetti, os alemães conseguiriam empatar a oito minutos do final, e na prorrogação conseguiriam o gol que lhes dariam a vitória de virada. Culpado pelo resultado, ainda mais pelo terceiro gol - sua indecisão em saltar ou não para interceptar cabeceio de Hennes Löhr permitiu que Gerd Müller se aproveitasse e mandasse para as redes. -, Bonetti, marcado como bode expiatório da eliminação britânica, nunca mais seria novamente chamado para defender o gol inglês.

## Morte
Bonetti morreu no dia 12 de abril de 2020 aos 78 anos.

## Títulos
Chelsea
- Copa da Liga Inglesa: 1965
- Copa da Inglaterra: 1970
- Recopa Europeia da UEFA: 1971

Inglaterra
- Copa do Mundo: 1966

## Ligações extrenas
Media relacionados com Peter Bonetti no Wikimedia Commons